# Henrik Henriksson Mårth
Henrik Henriksson Mårth, född 28 maj 1851 i Nordmarks församling, Värmlands län, död 1 juli 1939 i Filipstads församling, Värmlands län, var en svensk folkmusiker.

## Biografi
Henrik Henriksson Mårth föddes 1851 i Nordmarks socken. Han var son till Henrik Mårth. Mårth började att spela fiol vid sju års ålder. Sina låtar har han från sin far och spelmännen Gyllingarna och Backelin. Mårth arbetade som stenarbetare och gruvarbetare och flyttade 1907 till Östra Flyfallet i Filipstads stad. Han avled 1939 i Filipstads stad.

## Upptecknade låtar
Upptecknade låtar av Dan Danielsson efter Mårth.
- Polska i A-moll.[3]
- Polska i D-moll, variant på "Strömkarlen spelar".[3]
- Polska i F-dur.[3]
- Gökpolska i G-dur.[3]
- Gökpolska i G-dur.[3]
- Polska i C-dur.[3]
- Polska i G-dur.[3]
- Polska i D-moll.[3]
- Polska i G-dur.[3]
- Polska "Liesmedens polska" i D-moll.[3]

Upptecknade låtar 1927 av Olof Andersson efter Mårth.
- Polska i D-dur, efter Fredrik Olsson i Nordmarks socken.[3]
- Polska i G-dur, efter Henrik Mårth.[3]